# Chrysops cervulus
Chrysops cervulus är en tvåvingeart som beskrevs av Seguy 1950. Chrysops cervulus ingår i släktet Chrysops och familjen bromsar.
Artens utbredningsområde är Madagaskar. Inga underarter finns listade i Catalogue of Life.